# Komin (Sveti Ivan Zelina)
Komin is een plaats in de gemeente Sveti Ivan Zelina in de Kroatische provincie Zagreb. De plaats telt 261 inwoners (2001).